# 華潤置地
華潤置地有限公司（英文：China Resources Land Ltd.，港交所：1109）是中国华润集团旗下的地产开发商，主要在中国一二线城市从事房地产开发业务。2020年，华润置地分拆商业运营与物业管理业务成立华润万象生活有限公司，于香港联合交易所主板上市。華潤置地是央企，是地产三大央企铁饭碗之一，另外两家是招商蛇口和保利发展。

## 历史
1994年，华润创业入股北京华远，进入房地产行业。1996年改组为华润北京置地有限公司，当年11月在香港联合交易所上市。2001年，进行战略转型，业务模式由投资管理转变为自主经营。2002年，更名为华润置地有限公司，开始在全国拓展。2005年，华润集团重组旗下地产业务，华润置地由住宅发展商转变为综合型地产商。
2014年12月，華潤集團旗下全資附屬公司正新投資向華潤置注入深圳及濟南5項物業，收購總代價147.95億元人民幣，其中100億元股份支付，其餘47.95億元以現金支付。華潤置地收購冠德及深圳潤越全部股權。其中冠德持有深圳大沖村項目、深圳三九銀湖項目、濟南興隆項目及濟南檔案館東項目100%股權，另持有深圳帝王居55%股權。而深圳越潤持有深圳帝王居餘下45%股權。
2017年6月27日 梁昌家族以11.09億港元出售中環贊善里1、2、3及4號物業給華潤置地，物業地盤面積5223平方呎，最高地積比率為9倍，可建樓面47007平方呎，樓面地價約23,592元，梁昌家族於2012年起陸續併購該地段，總收購價約4.78億元。
2018年6月3日 周壽臣家族以59.29億港元出售壽山村道39號地皮給華潤置地，物業地盤面積92087平方呎，最高地積比率為0.75倍，可建樓面69065平方呎，每呎成交價85,847元，成為香港史上最貴的私人住宅地皮。
2019年6月26日 華潤置地佔65%與保利置業佔35%合組的財團名氣創建有限公司，以129.16億港元投得啟德4C區1號住宅地皮，物業地盤面積102,053平方呎，可建樓面714,374平方呎，每呎成交價18,080元。
2019年6月26日 華潤置地持有的壽山村道39號獲屋宇署批建10座3層高洋房、及1座1層高會所，涉總樓面約68,998方呎，以此推算，地價85,930元。
2019年11月1日，華潤置地公布於10月31日作為借款人，分別就6.5億及10億元人民幣的貸款融資，分別與兩家銀行訂立貸款融資協議，協議分別為期五年及13個月。
2022年8月3日，华润置地有限公司原党委书记、董事局主席、首席执行官唐勇涉嫌严重违纪违法被查。
2023年9月，国际评级机构穆迪将华润置地的展望评级由“稳定”调整为“负面”。

## 旗下項目
- 北京翡翠城
- 北京凤凰城
- 上海灘花園
- 上海橡樹灣
- 廈門橡樹灣
- 寧波卡納湖谷
- 寧波中央公園
- 成都翡翠城
- 成都鳳凰城
- 成都二十四城：參見電影《二十四城記》
- 重慶二十四城
- 大連星海灣
- 大連海中國
- 澐璟65%權益
- 青島西海岸新區文化體育中心項目42%權益
- 中環贊善里1-4號
- 上海華潤時代廣場（1997年開業）[6]
- 長沙灣前潤發倉商住重建項目